# APAV 40
APAV 40 (fra. Anti-Personnel/Anti-Véhicule, 40mm) je francuska protu-pješačka i protu-oklopna granata koja se montira na cijev automatske puške. Koristi ju francuska vojska i Legija stranaca na jurišnim puškama FAMAS.

## Dizajn
APAV 40 je francuska protu-pješačka granata težine 405 grama. Sastoji se od glave, tijela izrađenog od lijevanog željeza (koje eksplozijom proizvodi 396 gelera mase 0,17 g) i repnih peraja (za stabilizaciju granate). Eksplozija se pokreće udarom.
Postoje dvije verzije APAV 40 granate:
- F1: model koji se montira na cijev puške te za čije ispucavanje je potreban slijepi metak u pušci.
- F2: model koji koristi zamku za metak koja dozvoljava korištenje obične (žive) municije.

## Uporaba
APAV 40 se kao protu-oklopna granata koristi direktnoj, a kao protu-pješačka granata u indidirektnoj paljbi. Tako APAV 40 može probiti 10 cm čelika ili 36 cm betona. Automatska puška FAMAS koja koristi tu granatu može ju ovisno o položaju izbaciti na udaljenost od 75 odnosno 100 metara.
Smrtonosni radijus granate je 12 metara, dok je opasnost od ozljeđivanja šrapnelima na 100 metara. Francuske puške su zloglasne zbog izuzetno snažnog trzaja prilikom ispaljivanja granate, toliko snažnog da će onaj tko se pravilno ne podupre doslovno pasti.

## Korisnik
- Francuska: Francuska vojska i Legija stranaca.

## Galerija slika
- Ispaljivanjem granate pod određenim kutom ostvaruje se određeni domet.